# ناحیه باتون، شهرستان فورد، ایلینوی
ناحیه باتون (به انگلیسی: Button Township) یک منطقهٔ مسکونی در ایالات متحده آمریکا است که در شهرستان فورد، ایلینوی واقع شده‌است. ناحیه باتون ۲۳۹ متر بالاتر از سطح دریا واقع شده‌است.